# Waidring
Waidring je obec v Rakousku ve spolkové zemi Tyrolsko v okrese Kitzbühel.
Žije zde přibližně 2 000 obyvatel. První písemná zmínka o obci pochází z roku 1147, kde je uváděna pod názvem Waitheringen.

## Poloha
Obec leží v hraničním trojúhelníku Tyrolska s Bavorskem a Salcburskem, v údolí Strubtal (Loferbach/Haselbach) na úpatí hor Loferer Steinberge a Steinplatte. U Waidringu se nachází rozvodí, údolí pokračuje jako les do údolí Leuken až k Erpfendorfu (Innerwaldbach).
Katastrální území obce má rozlohu 63,75 km², z toho 7,8 % připadá na zemědělskou půdu, 0,8 % na zahrady, 71 % na lesy a 5,6 % na horské louky. Z celkové plochy je 10,6 % osídleno.

### Části obce
Části obce jsou Alpbachsiedlung, Auergasse, Berger, Brennhütte, Durchkaseralm, Enthgrieß, Geppenbühel, Hausergasse, Unterwasser, Strub, Rettenmoos, Haselbach, Hausstatt, Kranebittbauer, Mühlausiedlung, Mühltal, Reiterdörfl, Schöttl, Schredergasse, Sonnwendstraße, Steinplatte a Winkl.

### Sousední obce
| Kössen             | Reit im Winkl           |       |
| Kirchdorf in Tirol |                         | Lofer |
|                    | St. Ulrich am Pillersee |       |

## Historie
První písemná zmínka o Waidringu je v kopiáři svatopetrského opatství v Salcburku z let asi 1143–1147, kde je uváděn jako Waitheringen (osada Waitheri). Kolem roku 1266–1267 koupili ve Waidringu statky bratři salcburského arcibiskupa Friedricha von Walchen. Barokní farní kostel, který měl pravděpodobně dva předchůdce, byl vysvěcen v roce 1764. Až do sekularizace v roce 1803 držela pozemky rodina Walchenů z Pinzgau. Z hlediska suverenity patřil Waidring od roku 1504 k Tyrolsku.
Během války páté koalice byl Waidring 11. a 12. května 1809 po porážce Tyrolanů u průsmyku Strub vypleněn bavorskými vojsky. Církevně patřil Waidring až do roku 1817, kdy se stal součástí salcburské arcidiecéze, k diecézi Chiemsee. V roce 1821 bylo v obci 108 domů a v roce 1834 zde žilo 762 obyvatel.
V květnu 1945 byl ve Waidringu na základě stížnosti obyvatel zatčen vojáky americké armády nacionálně socialistický publicista Julius Streicher.